# Finn Hodt
Finn Hodt, né le 16 juin 1919 à Drammen (comté de Buskerud) et mort le 9 avril 2016 dans la même ville, est un patineur de vitesse des années 1950 qui est ensuite entraîneur dans son sport.

## Carrière
Il est né à Drammen et représentait le club Drammens SK.  Il n'est pas autorisé à participer dans l'équipe norvégienne de patinage de vitesse des Jeux olympiques d'hiver de 1952 à Oslo en raison d'une collaboration avec les Nazis durant la seconde guerre mondiale. Il se place 13e du 500 mètres lors des Jeux olympiques d'hiver de 1956 à Cortina d'Ampezzo avec un temps de 42 s 5. Il remporte une médaille de bronze lors des Championnats de Norvège toutes épreuves en 1953, en 1954 et en 1957 et se place premier de sa distance favorite le 500 mètres en 1940, en 1951, en 1953, en 1954 et en 1957. Il est devenu plus tard entraîneur pour la fédération de patinage de vitesse norvégienne.

## Palmarès
- Champion de Norvège dans l'épreuve du 500 mètres en 1940, 1951, 1953, 1954, 1957
- Médaille de bronze lors des Championnats de Norvège toutes épreuves en 1953, 1954 et en 1957

## Records personnels
Source :
| Épreuve  | Résultat      | Année |
| -------- | ------------- | ----- |
| 500 m    | 42 s 3        | 1940  |
| 1 500 m  | 2 min 17 s 0  | 1956  |
| 5 000 m  | 8 min 31 s 7  | 1954  |
| 10 000 m | 17 min 37 s 8 | 1954  |